# Modibo Niakaté
Modibo Niakaté (Créteil, 26 marzo 1981) è un ex cestista francese con cittadinanza maliana.

## Palmarès
- Campionato francese: 1

Roanne: 2006-07
- Semaine des As: 1

Roanne: 2007